# آسمان پرستاره
آسمان پرستاره فیلمی به کارگردانی و نویسندگی حسن قلی‌زاده ساختهٔ شده در سال ۱۳۷۸ است.

## خلاصه داستان
یک مهندس نفت به نام احسان - با پیشینه سیاسی - پس از بازگشت از آبادان برای مرخصی نوبتی، بازداشت و به پاسگاهی در کویر تبعید می‌شود. همسر باردارش نسیم، در جستجوی او با حوادث مختلفی رو به رو می‌شود و فرزندش را از دست می‌دهد. پاسگاه مورد حمله قرار می‌گیرد و احسان از مهلکه می‌گریزد. او پس از سرگردانی در کویر خود را به تهران می‌رساند. اما همه چیز تغییر کرده است.

## بازیگران
- فاطمه معتمدآریا
- مجید مظفری
- رضا فیاضی
- فرهاد اصلانی
- ابراهیم‌آبادی
- عنایت شفیعی
- علی رامز
- جعفر بزرگی
- معصومه اسکندری
- کاوه آهنگر